# Łeonid Kowalczuk

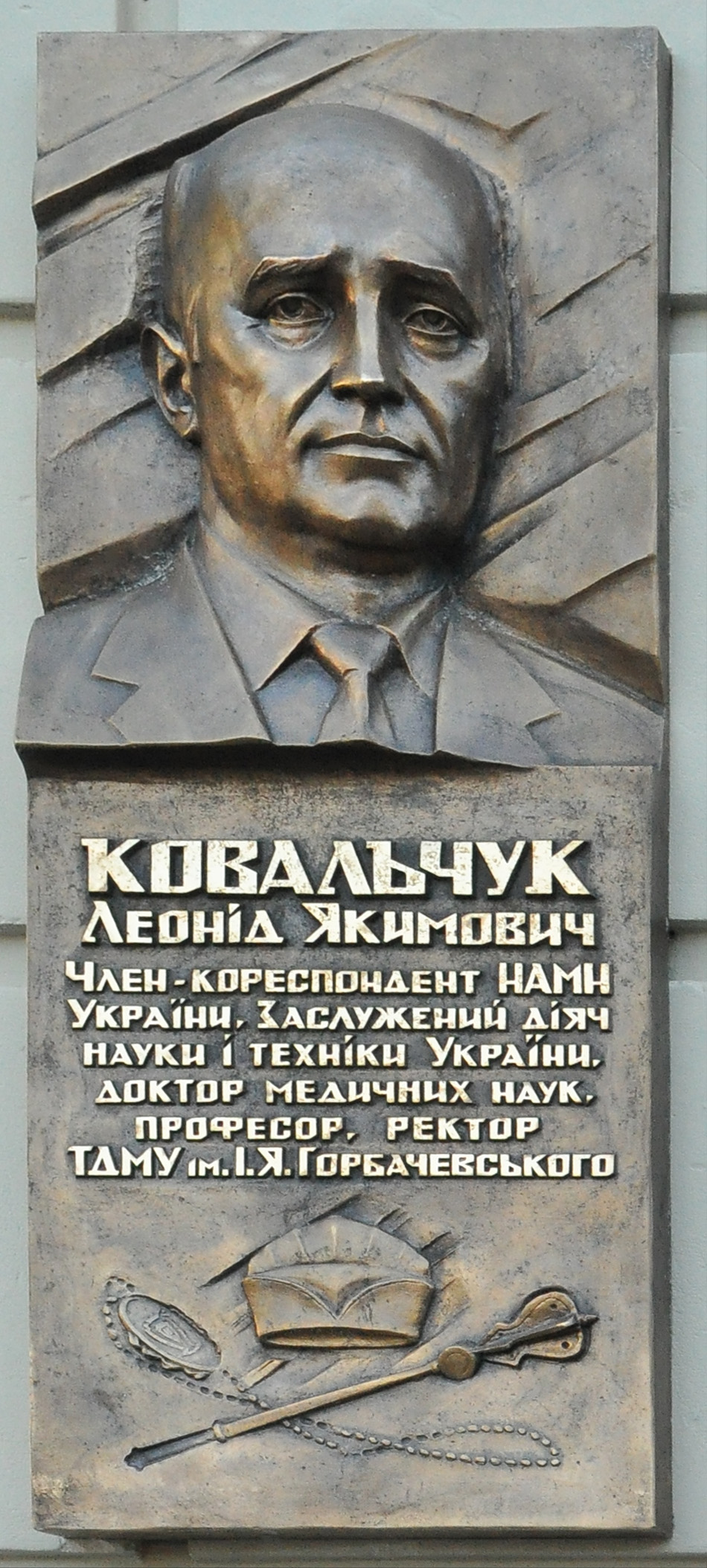
Tablica pamiątkowa na fasadzie głównego budynku Uniwersytetu

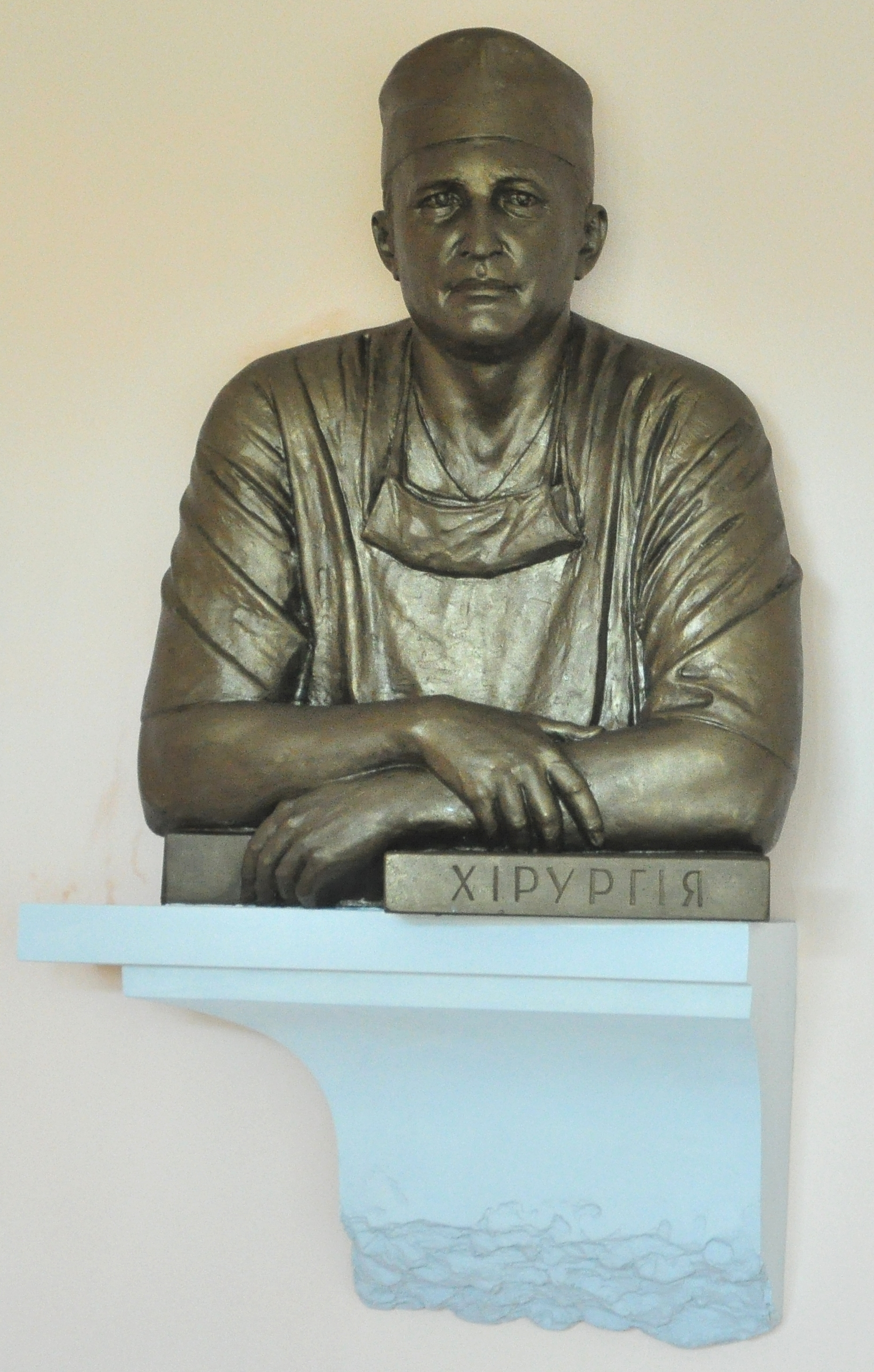
Popiersie w Klinice chirurgii Szpitala Uniwersyteckiego

Łeonid Kowalczuk (ukr. Леонід Якимович Ковальчук), (ros. Леонид Якимович Ковальчук) (ur. 15 marca 1947 w Ternawce w rejonie zasławskim w obwodzie chmielnickim, zm. 1 października 2014 w Tarnopolu) – ukraiński chirurg, doktor nauk medycznych (1988), profesor (1991), rektor Państwowego Uniwersytetu Medycznego imienia I.Ja. Horbaczewskiego w Tarnopolu (1998–2014), doradca i członek Narodowej Akademii Nauk Medycznych Ukrainy (2003), zasłużony naukowiec Ukrainy (1996).

## Życiorys
Ukończył Tarnopolski Instytut Medyczny w 1976 roku. Od 1981 roku pracował w tej uczelni w charakterze: asystenta, docenta i profesora. Od 1987 do 1997 roku kierował katedrą chirurgii szpitalnej Państwowego Uniwersytetu Medycznego imienia I.J. Horbaczewskiego w Tarnopolu. Od 1997 do 2014 roku był rektorem tej uczelni. Zmarł 1 października 2014 w Tarnopolu.

## Dorobek naukowy
Autor i współautor ponad 500 publikacji naukowych, podręczników akademickich, 32 patentów i wynalazków.
Redaktor naukowy i członek kolegium redakcyjnego monografii i prac zbiorowych w szczególności z zakresu chirurgii.

## Nagrody
- Order „Za Zasługi” (Ukraina) III stopnia (2000).
- List pochwalny Rady Najwyższej Ukrainy (2003), Rządu Ukrainy i Ministerstwa Zdrowia Ukrainy.
- Dyplom międzynarodowego rankingu „Gold Fortune” (2001).
- Wpisany do „Złotej Księgi elity Ukrainy” (2000).
- „Człowiek roku” obwodu tarnopolskiego (2001).
- Odznaka honorowa Federacji Związków Zawodowych Ukrainy „Za rozwój partnerstwa społecznego”.
- Profesor honorowy Uniwersytetu Karoliny Południowej (Stany Zjednoczone).
- Medal Srebrny Uniwersytetu Wrocławskiego.
- Medal Jubileuszowy Uniwersytetu Medycznego w Bratysławie (Słowacja).

## Uhonorowanie
- 17 marca 2015 roku w Państwowym Uniwersytecie Medycznym w Tarnopolu otwarto muzeum Łeonida Kowalczuka.
- 1 października 2015 roku na fasadzie głównego budynku uniwersytetu odsłonięto tablicę pamiątkową, a w Klinice Chirurgii Szpitala Uniwersyteckiego w Tarnopolu – popiersie[1].
- Imieniem Łeonida Kowalczuka zatytułowano czasopismo „Szpitalna Chirurgija(inne języki)”.
- W 2016 roku, w celu upamiętnienia Łeonida Kowalczuka, ustanowiono Order „Za Ratowanie Życia” imienia Łeonida Kowalczuka |[2].
- 1 października 2016 roku poświęcono pomnik Łeonida Kowalczuka[3].